# Języki północnogermańskie
Języki północnogermańskie (języki nordyjskie, nordyckie, skandynawskie) – północna grupa języków germańskich, którymi posługuje się blisko 18 mln ludzi zamieszkujących kraje skandynawskie i Islandię.
Zespół języków północnogermańskich jest jednym z trzech głównych zespołów języków germańskich, obok wschodnio- i zachodniogermańskich. W okresie między 400 p.n.e. a 100 p.n.e. doszło do rozróżnienia dwóch podstawowych gałęzi: wschodnionordyjskiej (później duński i szwedzki) i zachodnionordyjskiej (później norweski, farerski i islandzki). Znaczące zróżnicowanie w ramach dialektów germańskich używanych w Skandynawii nastąpiło około 800 r. n.e.
W pierwszej połowie I tysiąclecia n.e. ludy skandynawskie nawiązały kontakty handlowe z Imperium Rzymskim – tą drogą dotarło do Skandynawii pismo runiczne, które powstało w oparciu o wzory pisma antycznego, prawdopodobnie jednego z plemion północnoitalskich. W epoce wikingów pismo runiczne, składające się dotychczas z 24 znaków, uproszczono do 16 znaków. Najstarsze runiczne zapisy w języku północnogermańskim pochodzą z III w. Charakterystyczny kształt alfabetu runicznego zwanego fuþarkiem (od pierwszych sześciu liter: f – u – þ – a – r – k) doskonale nadawał się do rzeźbienia w drewnie czy kamieniu. Umożliwiał on przekazywanie krótkich informacji, dokonywanie zapisów i notatek. W okresie średniowiecznym stał się on głównym pismem użytkowym, stosowanym głównie przez warstwy mniej wykształcone.
Współczesny zasięg języków nordyckich (Islandia, Wyspy Owcze, Półwysep Jutlandzki, wyspy duńskie, Półwysep Skandynawski, zachodnie wybrzeże Finlandii – wśród fińskich Szwedów, Wyspy Alandzkie, a przed II wojną światową także północno-zachodnie wybrzeże Estonii – wśród estońskich Szwedów) jest mniejszy niż w okresie średniowiecznym. Posługiwano się nimi bowiem we francuskiej Normandii (do 1000 roku), w północno-wschodniej Anglii (do 1100), na Orkadach (do 1700), na Szetlandach (do 1750) i Hebrydach (do 1400), w Irlandii (do 1250), na wyspie Man (do 1450), na Grenlandii (staronordyjski do 1450, obecnie znowu duński), w Nowogrodzie (do 1300) i na Rusi Kijowskiej (do 1050).
Klasyfikacja języków północnogermańskich:
języki indoeuropejskie
języki germańskie
języki północnogermańskie
pranordyjski (staroruniczny) †
staronordyjski †
zachodnie
islandzki
farerski
norweski
russenorsk
norn †
jamski
wschodnie
duński
szwedzki
elfdalski
starogotlandzki †